# 다니엘 에스테
다니엘 에스테(Daniel Hechter, 1938년 7월 30일 ~ )는 프랑스계 벨기에인 패션 디자이너이다. 프레타포르테의 발명가로 일컬어진다. 1974년부터 1978년까지 파리 생제르맹 FC의 단장을 맡았고 이 클럽의 유명한 축구 유니폼을 디자인했다.
프랑스 파리에서 태어났다.